# بيرزركر
بيرزركر هي سلسلة قصص مصورة من ابتكار وكتابة كيانو ريفز ورسم رون غارني. من المقرر عمل فيلم مبني على الكوميك من بطولة كيانو وسيعرض على نتفليكس.